# Xenylla reducta
Xenylla reducta är en urinsektsart som beskrevs av N. Ramachandra Prabhoo 1971. Xenylla reducta ingår i släktet Xenylla och familjen Hypogastruridae. Inga underarter finns listade i Catalogue of Life.